# Айхберг-Траутенбург
Айхберг-Траутенбург (нем. Eichberg-Trautenburg) — коммуна (нем. Gemeinde) в Австрии, в федеральной земле Штирия.
Входит в состав округа Лайбниц.  Население составляет 855 человек (на 31 декабря 2005 года). Занимает площадь 21,2 км². Официальный код  —  61006.

## Политическая ситуация
Бургомистр коммуны — Петер Чернко (АНП) по результатам выборов 2005 года.
Совет представителей коммуны (нем. Gemeinderat) состоит из 9 мест.
- АНП занимает 9 мест.